# Conus grandis
Conus grandis é uma espécie de gastrópode do gênero Conus, pertencente a família Conidae.